# Artículo VI de la Constitución de los Estados Unidos
Artículo seis establece la Constitución de los Estados Unidos y las leyes y tratados de los Estados Unidos que están hecho de acuerdo con la Constitución son Ley Suprema del país.

## Texto
Todas las deudas contraídas y los compromisos adquiridos antes de la adopción de esta Constitución serán tan válidos en contra de los Estados Unidos bajo esta Constitución, como bajo la Confederación.

Esta Constitución, y las Leyes de los Estados Unidos que se expidan con arreglo a ella; y todos los Tratados celebrados o que se celebren bajo la autoridad de los Estados Unidos, serán la Ley Suprema del país; y los Jueces de cada Estado estarán por lo tanto obligados a observarlos, sin consideración de ninguna cosa en contrario en la Constitución o las leyes de cualquier Estado.

Los Senadores y Representantes mencionados, los miembros de las distintas Legislaturas estatales y todos los Funcionarios ejecutivos y judiciales, tanto de los Estados Unidos como de los diversos Estados, se obligarán mediante juramento o promesa a sostener esta Constitución; pero nunca se exigirá una Prueba religiosa como condición para ocupar ningún cargo o mandato público que dependa de los Estados Unidos.

## Deudas
La primera cláusula del Artículo estipula que las deudas contraídas antes de la adopción de la Constitución son válidos, como bajo la Artículos de la Confederación. 

## Supremacía
La segunda cláusula estipula que la Constitución, leyes federales de acuerdo con la Constitución, y tratados celebrados o que se celebren bajo su autoridad, son la Ley Suprema del País. Los tribunales estatales son obligados a la Ley Suprema; en casos de conflicto entre una ley federal y estatal, la ley federal tiene que ser ratificada. Las constituciones estatal son sobordinadas a la ley federal también.

## Juramentos
Legisladores federales y estatales, funcionarios administrativos y jueces son, por la tercera cláusula del artículo, obligado por juramento o promesa a apoyar la Constitución. In Ex Parte Garland (1866), la Corte Suprema dictaminó que el ensayo de juramento violó la Constitución, por eso invalidó la ley que requirió el juramento. El Congreso ha creado un nuevo juramento que es constitucional.

## Religión
Ninguna prueba religiosa deberá ser tomada como condición para ocupar ningún cargo federal. 
Aunque esta cláusula fue pensada por partidarios de la separación Iglesia-Estado, y para prevenir una forma de Inquisición u otro sistema religioso opresivo, en años recientes, con el auge de religiones no cristianas (i.e. no protestantes) en el país, la cláusula ha sido minimizada o ignorada por los sectores más conservadores, que ven como una amenaza a quienes no pertenecen a la religión protestante mayoritaria.